# والتر براندی
والتر براندی (ایتالیایی: Walter Brandi؛ ‏ ۲۸ ژانویهٔ ۱۹۲۸ – مه ۱۹۹۷) بازیگر اهل ایتالیا بود.
از فیلم‌هایی که وی در آن نقش داشته‌است، می‌توان به دختران اس‌اس، گودال خونین وحشت، قهرمانان در جهنم، شب عروسی شیطان، مسالینا و خون‌آشام اپرا اشاره کرد.